# Sarcophyton regulare
Sarcophyton regulare är en korallart som beskrevs av Tixier-Durivault 1946. Sarcophyton regulare ingår i släktet Sarcophyton och familjen läderkoraller. Inga underarter finns listade i Catalogue of Life.